# Klášterní Skalice
Klášterní Skalice är en ort i Tjeckien.   Den ligger i regionen Mellersta Böhmen, i den centrala delen av landet, 40 km öster om huvudstaden Prag. Klášterní Skalice ligger 226 meter över havet och antalet invånare är 114.
Terrängen runt Klášterní Skalice är lite kuperad.Runt Klášterní Skalice är det ganska tätbefolkat, med 54 invånare per kvadratkilometer. Närmaste större samhälle är Kolín, 15,4 km öster om Klášterní Skalice. Trakten runt Klášterní Skalice består till största delen av jordbruksmark.